# Сидан (футболист)
Си́дней Апареси́до Ра́мос да Си́лва, более известный как Сида́н (порт. Sidney Aparecido Ramos da Silva; Sidão; 24 декабря 1982, Сан-Паулу) — бразильский футболист, вратарь клуба «Гояс», на правах аренды выступающий за «Фигейренсе».

## Биография
Сидан — воспитанник футбольной школы «Коринтианса». В 2001—2003 годах выступал за вторую команду «тимау», но после того, как вратарь не сумел пробиться в основу, он покинул родной клуб и стал выступать за небольшие команды, как правило, из чемпионата штата Сан-Паулу. За 10 лет Сидан поменял десяток клубов, практически нигде не задерживаясь дольше года. В 2008 году из-за нехватки футболистов основы Сидан провёл одну игру в Серии A3 Лиги Паулисты за «Унион Можи» в качестве нападающего.
Перелом в ничем не примечательной карьере Сидана случился после прихода в команду «Аудакс» (Озаску), и только на четвёртый год пребывания в нём. В 2014 году он отдавался в аренду в «Гуаратингету».
В 2016 году Сидан отлично проявил себя в ходе розыгрыша чемпионата штата Сан-Паулу. Скромный «Аудакс» впервые в своей истории сумел выйти в финал чемпионата. После этого 33-летнего вратаря взял в аренду один из традиционных грандов бразильского футбола, «Ботафого».
Капитаном «Ботафого» являлся кумир болельщиков Джефферсон — вратарь сборной Бразилии. Но в июне он получил довольно тяжёлую травму, после чего Сидан стал основным стражем ворот «одинокой звезды». До конца года Сидан провёл 32 матча в чемпионате Бразилии и три игры в Кубке страны. Сидан действовал не только эффективно (в чемпионате он статистически пропустил меньше одного мяча за игру), но и эффектно. Так, в игре 14 сентября против «Сантоса» Сидан в последние минуты побежал в штрафную соперника и после розыгрыша штрафного мощно и красиво пробил по воротам в падении через себя, исполнив классическую «бисиклету». Вандерлей справился с ударом, и вскоре судья завершил встречу. Несмотря на поражение (0:1), публика встретила Сидана овациями, и игру Сидана отметили даже игроки «Сантоса».
После окончания сезона права на Сидана у «Аудакса» выкупил «Сан-Паулу». С «трёхцветными» в январе 2017 года он выиграл международный турнир в США Florida Cup (турнир на выбывание), и был признан его лучшим игроком. Но в официальном матче за «Сан-Паулу» Сидан дебютировал в рамках Лиги Паулисты 5 февраля, причём его новая команда в гостях уступила 2:4 «Аудаксу».

## Титулы и достижения
- Чемпион штата Сан-Паулу в Серии B2 (1): 2004
- Обладатель Кубка Флориды (1): 2017[5]